# Sissal Kampmann
Sissal Kampmann, född 1974 i Vestmanna, är en färöisk författare.

### Dikt
- 2012 - Endurtøkur. Köpenhamn, Forlaget Eksil.[2]
- 2011 - Ravnar á ljóðleysum flogi – yrkingar úr uppgongdini. Köpenhamn, Forlaget Eksil.[3]

## Priser och utmärkelser
- 2013 - 1 års stipendium från Mentanargrunnur Landsins (Färöarna)[4]
- 2012 - Klaus Rifbjergs debutantpris för lyrikk[5]